# Nuevo Rico
Nuevo Rico es un país ficticio inventado por el dibujante belga Hergé que aparece en Las aventuras de Tintín. 
Estaría situado en el noroeste de Sudamérica, teniendo como país vecino a San Theodoros, lugar en el que se sitúan varias de las aventuras de Tintín, y cuya capital sería la ciudad de Sanfación (forma deformada de la capital de Paraguay, Asunción). 
El país sólo aparece en el álbum La oreja rota, donde tiene un conflicto por un territorio rico en petróleo con San Theodoros (basado en la Guerra del Chaco que enfrentó a Bolivia y a Paraguay entre 1932 y 1935). 
El país, cuya forma de gobierno es una República, tal como se dice en el álbum, está gobernado por el general Mogador. 
Su bandera tiene el fondo negro con tres estrellas rojas.